# 米斯奈-沙尔丁效应

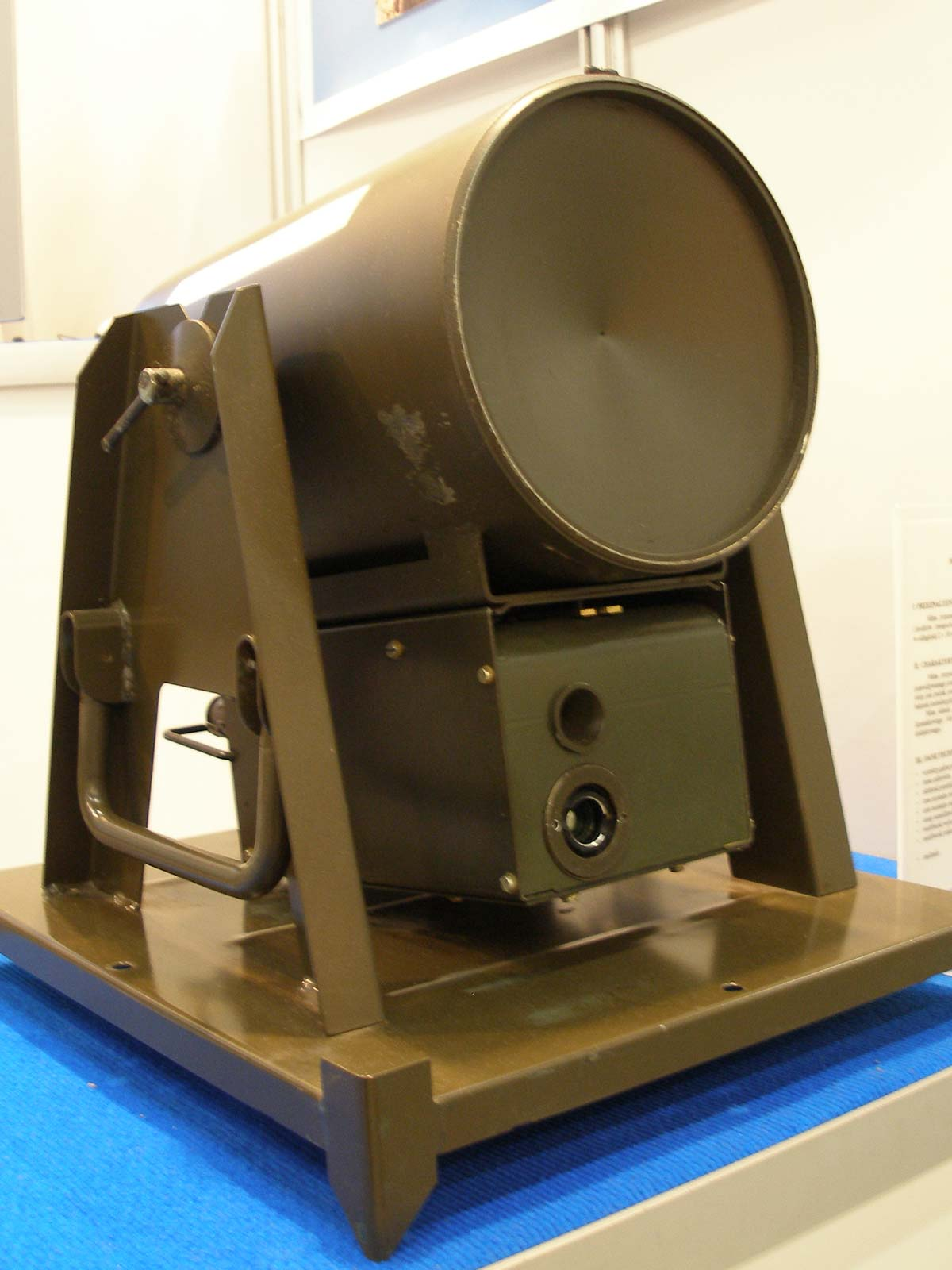
MPB反坦克路边雷 显示凹陷的圆柱形米斯奈-沙尔丁弹头

米斯奈-沙尔丁效应（Misznay–Schardin effect）是板状爆炸物的爆炸特性。炸药爆炸的冲击波方向垂直于爆炸物的表面。板状炸药的冲击波不像球形炸药那样向各个方向膨胀,它的冲击波主要垂直于它的平面，向两个方向膨胀。然而,如果一侧由重物或固定物支撑,大部分的冲击波将向远离支撑物的方向扩展。
这种效应被匈牙利爆炸专家约瑟夫·米斯奈和德国人休伯特·沙尔丁研究发现,他们最初试图为纳粹德国开发一种更有效的反坦克雷。有消息称他们的设计实现之前第二次世界大战就已经结束了,但他们和其他人继续了他们的工作。实际上,米斯奈设计两种武器。43M是一种反坦克雷,LŐTAK是一种单向攻击地雷。1944-1945年匈牙利军队列装了这些武器。
AT2地雷和M18A1阔刀地雷正是基于这种效应。